# Entalophoroecia capitata
Entalophoroecia capitata is een mosdiertjessoort uit de familie van de Plagioeciidae. De wetenschappelijke naam van de soort is voor het eerst geldig gepubliceerd in 1900 door Robertson.